# Хирш, Ганс
Ганс Хирш (нем. Hans Hirsch) (27 декабря 1878, Цветль, Австро-Венгерская империя — 20 августа 1940, Вена) — австрийский историк, специалист по истории средневекового государства и права.

## Биография
Окончил Венский университет.
С 1903 года — сотрудник Monumenta Germaniae Historica.
С 1918 года — профессор Университета в Праге, с 1926 года — в Вене.
С 1929 года — директор Института австрийских исторических исследований.

## Достижения
Исследуя иммунитет в Священной Римской империи XI—XIII веков, пришёл к выводу, что власть фогтов во владениях реформированных на основе клюнийской реформы монастырей послужила важнейшим источником складывания территорий германских княжеств.

## Сочинения
- Die Klosterimmunität seit dem Investiturstreit. — Weimar, 1913;
- Die hohe Gerichtsbarkeit im deutschen Mittelalter. — 2 Aufl. — Graz—Köln, 1958.